# Sérgio Graciano

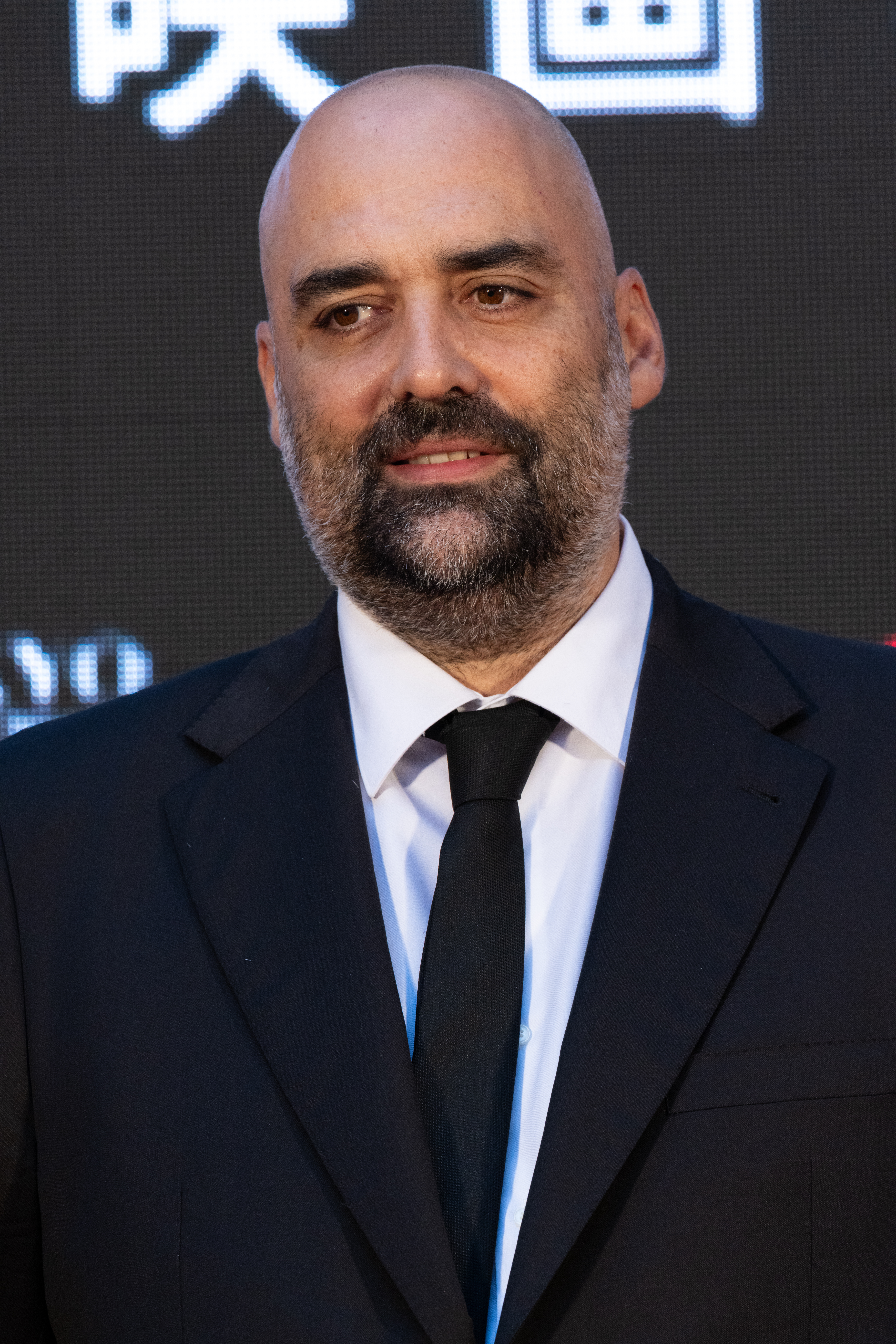
Sérgio Graciano (2024)

Sérgio Graciano (* 14. September 1975 in Lissabon) ist ein portugiesischer Film- und Fernsehregisseur und Film- und Fernsehproduzent. Auch als Filmeditor und gelegentlich als Drehbuchautor ist er tätig. Das Fernsehen ist dabei sein Hauptbetätigungsfeld.

## Leben
Sérgio Graciano spielte Basketball und studierte Sport, bis er entschied, keine realistische Chance als Basketballprofi zu erwarten zu haben. Er studierte danach Film und Medien und wandte sich dem Kino zu.
1998 arbeitete er erstmals als Produktionsassistent beim Fernsehen, bei der Serie Saídos da Casca des öffentlich-rechtlichen Fernsehsenders RTP. Seit 2001 führt er selber Regie, sowohl bei Kino- als auch bei Fernsehproduktionen. 2012 erschien sein erster abendfüllender Kinofilm, der prämierte Assim Assim. Das Fernsehen blieb jedoch weiterhin sein Hauptbetätigungsfeld, insbesondere für die Privatsender TVI und SIC, aber auch für die öffentlich-rechtliche RTP, wo etwa seine erfolgreiche Serie Conta-me como Foi seit 2007 bereits vier Staffeln erlebte.
Für seine Telenovela Laços de Sangue (SIC) gewann er 2011 den International Emmy Award. 2013 war seine angolanisch-portugiesische, in eine Vielzahl Länder verkaufte Telenovela Windeck ebenfalls für den internationalen Emmy nominiert, wurde am Ende jedoch nicht prämiert. Er drehte danach noch zwei weitere Serien in Angola (Stand Januar 2023).
Für seinen Film Njinga Rainha de Angola, ein Biopic über die in Angola bis heute verehrte afrikanische Königin Nzinga von Ndongo und Matamba (1583–1663), wurde er für eine Reihe Filmpreise nominiert, darunter beim Montreal World Film Festival 2014, beim San Diego Black Film Festival 2015, und beim Los Angeles Pan African Film Festival 2015 und erneut 2017.
2017 gelang ihm mit Perdidos sein bis dato größter Kinoerfolg. Sein Remake des deutschen Thrillers Open Water 2 (2006) war die zweiterfolgreichste portugiesische Produktion 2017 und zählt zu den 40 erfolgreichsten portugiesischen Filmen seit 2004.
2021 produzierte er die Serie Bis dass das Leben uns scheidet, die in Portugal bei RTP1 und international bei Netflix ausgestrahlt wurde, hier auch in deutschsprachiger Synchronisation.

## Filmografie

### Regisseur
- 2001: Acorrentados (Fernsehserie)
- 2002: Master Plan: O Grande Mestre (Fernsehserie, Außenaufnahmen)
- 2004: Quinta das Celebridades (Fernsehserie)
- 2006: Ricochete (Kurzfilm, auch Produzent, Schnitt und Drehbuch)
- 2006–2007: Doce Fugitiva (Telenovela, TVI)
- 2007: Aqui Há Talento (Fernsehserie)
- 2008–2012: Liberdade 21 (Fernsehserie, 38 Folgen)
- 2008–2009: Vila Faia (Telenovela, RTP)
- 2009: Passeio (Kurzfilm)
- 2010: Lado B (Fernsehserie)
- 2010: Respiro (auch Produzent und Schnitt)
- 2009–2011: Conta-me Como Foi (Fernsehserie, 52 Folgen)
- 2010–2011: Laços de Sangue (Telenovela, SIC)
- 2010–2012: Lua Vermelha (Fernsehserie, 348 Folgen)
- 2011: Último a Sair (Fernsehserie, 37 Folgen)
- 2011: Linhas de Sangue (Kurzfilm)
- 2011: Um Dia Longo (auch Produzent)
- 2011–2013: Maternidade (Fernsehserie, 39 Folgen)
- 2012: Windeck (Telenovela, Angola)
- 2012: Assim Assim (auch Produzent)
- 2013: Depois do Adeus (Fernsehserie, sieben Folgen)
- 2013: Ivanov (Kurzfilm)
- 2013: Njinga Rainha de Angola
- 2013: Herculano (Kurzfilm, auch Produzent)
- 2014: Jikulumessu (Telenovela, Angola)
- 2014–2015: Njinga, Rainha de Angola (Fernsehserie, fünf Folgen)
- 2015–2016: Coração d'Ouro (Telenovela, SIC)
- 2016: O Protagonista (auch Produzent und Schnitt)
- 2016: Uma Vida à Espera (auch Produzent)
- 2017: Perdidos
- 2017: Filha da Lei (Fernsehserie, 20 Folgen)
- 2017: A Criação (Fernsehserie, zehn Folgen)
- 2017–2018: País Irmão (Fernsehserie, 18 Folgen)
- 2017–2018: Fugiram de Casa de Seus Pais (Fernsehserie, 13 Folgen, auch Produzent)
- 2018: Linhas de Sangue (auch Produzent)
- 2018–2019: Valor da Vida (Telenovela, TVI)
- 2019–2020: Prisioneira (Telenovela, TVI)
- 2020: A Impossibilidade de Estar Só (auch Produzent und Schnitt)
- 2020: A Generala (Fernsehserie, sechs Folgen)
- 2021: Chegar a Casa (Fernsehserie, acht Folgen)
- 2021: O Som Que Desce na Terra (auch Produzent und Schnitt)
- 2021: Auga Seca (Fernsehserie, acht Folgen)
- 2022: A Raínha e a Bastarda (Fernsehserie, acht Folgen)
- 2022: Salgueiro Maia - O Implicado
- 2022: Da Mood (Fernsehserie, acht Folgen, auch Produzent und Drehbuch)

### Produzent
- 2006: Ricochete (Kurzfilm, auch Regie, Schnitt und Drehbuch)
- 2010: Respiro (auch Regie und Schnitt)
- 2011: Um Dia Longo (auch Regie)
- 2012: Assim Assim (auch Regie)
- 2013: Herculano (Kurzfilm, auch Regie)
- 2015: Se Te Queres Matar, Mata-te (Kurzfilm, auch Regie und Schnitt)
- 2016: O Protagonista (auch Schnitt und Regie, mit Marco Medeiros)
- 2016: Uma Vida à Espera (auch Regie)
- 2017–2018: Fugiram de Casa de Seus Pais (Talkshowserie, RTP, auch Regie)
- 2018: Linhas de Sangue (auch Regie, mit Manuel Pureza)
- 2020: A Impossibilidade de Estar Só (auch Regie und Schnitt)
- 2021: Bis dass das Leben uns scheidet (Fernsehserie RTP, Netflix)
- 2021: Pôr do Sol (Fernsehserie, RTP)
- 2021: O Som Que Desce na Terra (auch Regie und Schnitt)
- 2022: Da Mood (Fernsehserie, auch Regie und Drehbuch)